# Белорусский государственный музей народной архитектуры и быта
Белорусский государственный музей народной архитектуры и быта (бел. Беларускі дзяржаўны музей народнай архітэктуры i побыту) — относится к типу музеев под открытым небом или музеев-скансенов. Расположен на юго-западе от Минска, в агрогородке Озерцо (Минский район).

## История
Основан 9 декабря 1976 года. Созданию музея предшествовали ряд статей на страницах республиканских изданий о необходимости сохранения памятников деревянного зодчества и народной материальной культуры.
В основу экспозиции музея положено создание экспозиционных секторов в соответствии с условным делением территории Республики Беларусь на шесть историко-этнографических регионов: Центральная Беларусь, Поднепровье, Поозерье, Понеманье, Восточное и Западное Полесье. Сегодня в музее функционируют 3 экспозиционных сектора: «Центральная Беларусь», «Поднепровье» и «Поозерье». Каждый из них представляет фрагмент типичного данному региону поселения конца XIX — начала XX вв. с характерной застройкой. Обязательным условием расположения секторов является отражение при этом природно-географических условий региона.
В данное время экспозицию презентуют более 25 памятников белорусского народного деревянного зодчества конца XVIII — начала XX вв. Среди них культовые (церкви, звонница, часовня), общественные (общественный амбар, здание народного училища), производственные (кузница, мельницы) и комплексы крестьянских усадеб. В памятниках восстановлены традиционные интерьеры. Завершенный вид экспозиционным секторам придают малые архитектурные формы: ограды различных типов, колодцы, озероды и др., а также зеленые насаждения.

## Экспозиции музея

### Центральная Беларусь
Экспозиционный сектор «Центральная Беларусь» представлен селом с характерной для этого типа поселения планировкой: площадь с постройками общественно-культурного центра и улица с двухсторонней застройкой усадеб. Культурно-общественный центр составляют: Покровская церковь кон. XVIII в., школа 1932 г., общественный амбар XIX в. и белорусская корчма нач. XIX в. По обе стороны улицы села расположены усадьбы с погонной (линейной) застройкой дворов. В некотором отдалении от «музейного села» размещены мельница 1880 г. и часовня св. Николая 1802 г.

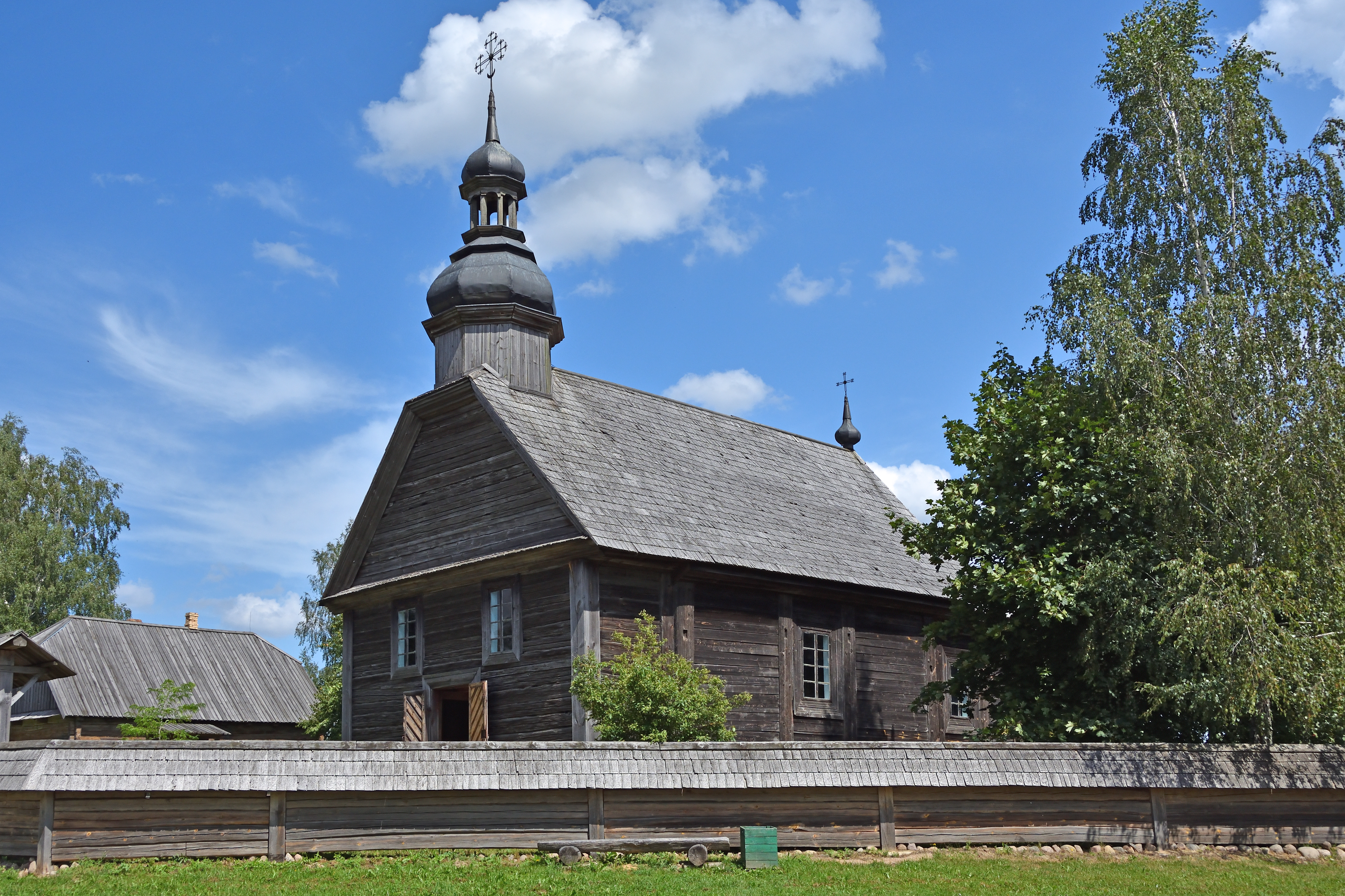
Покровская церковь
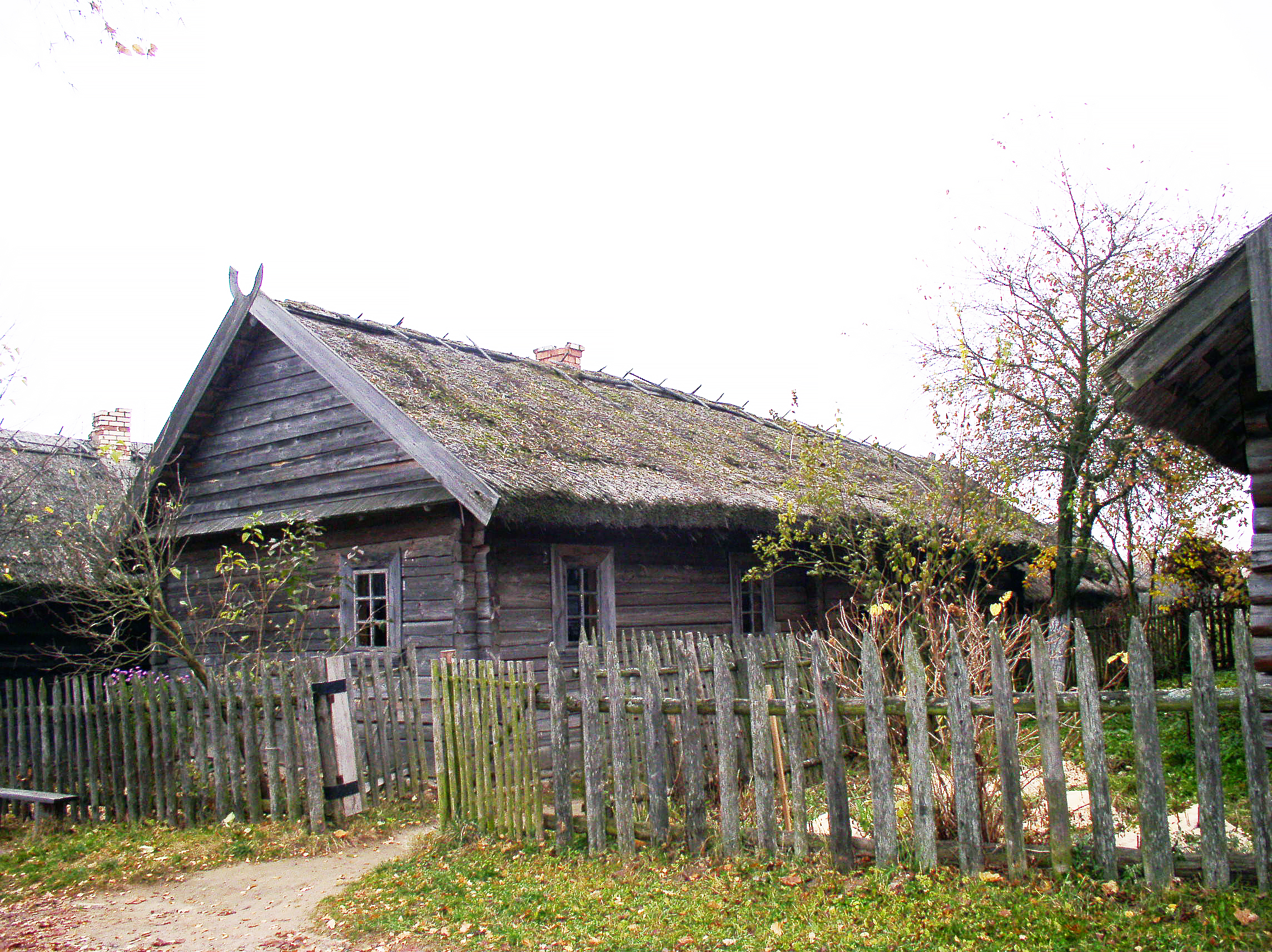
Дом с частью двора
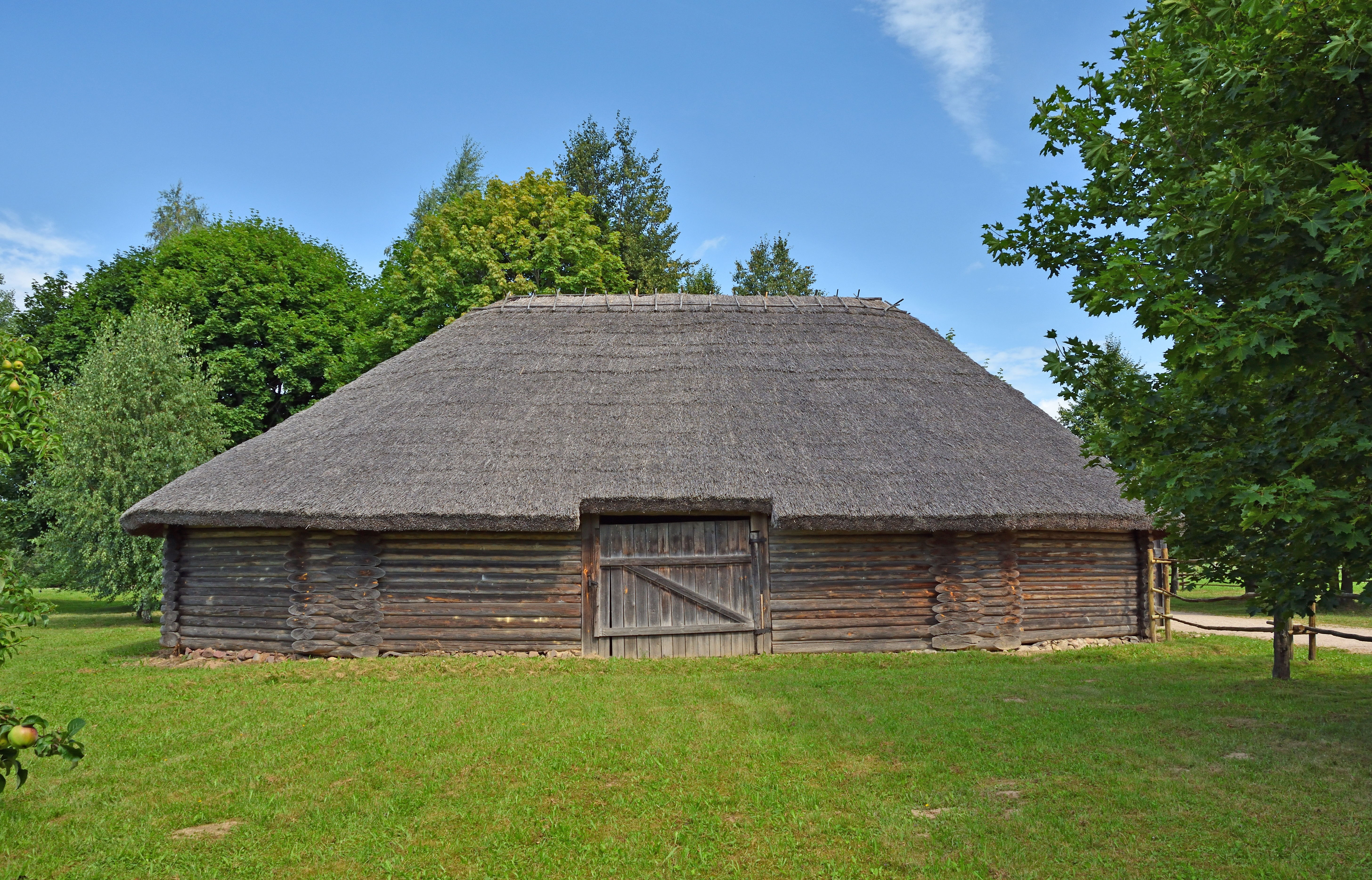
Гумно из деревни Лучники
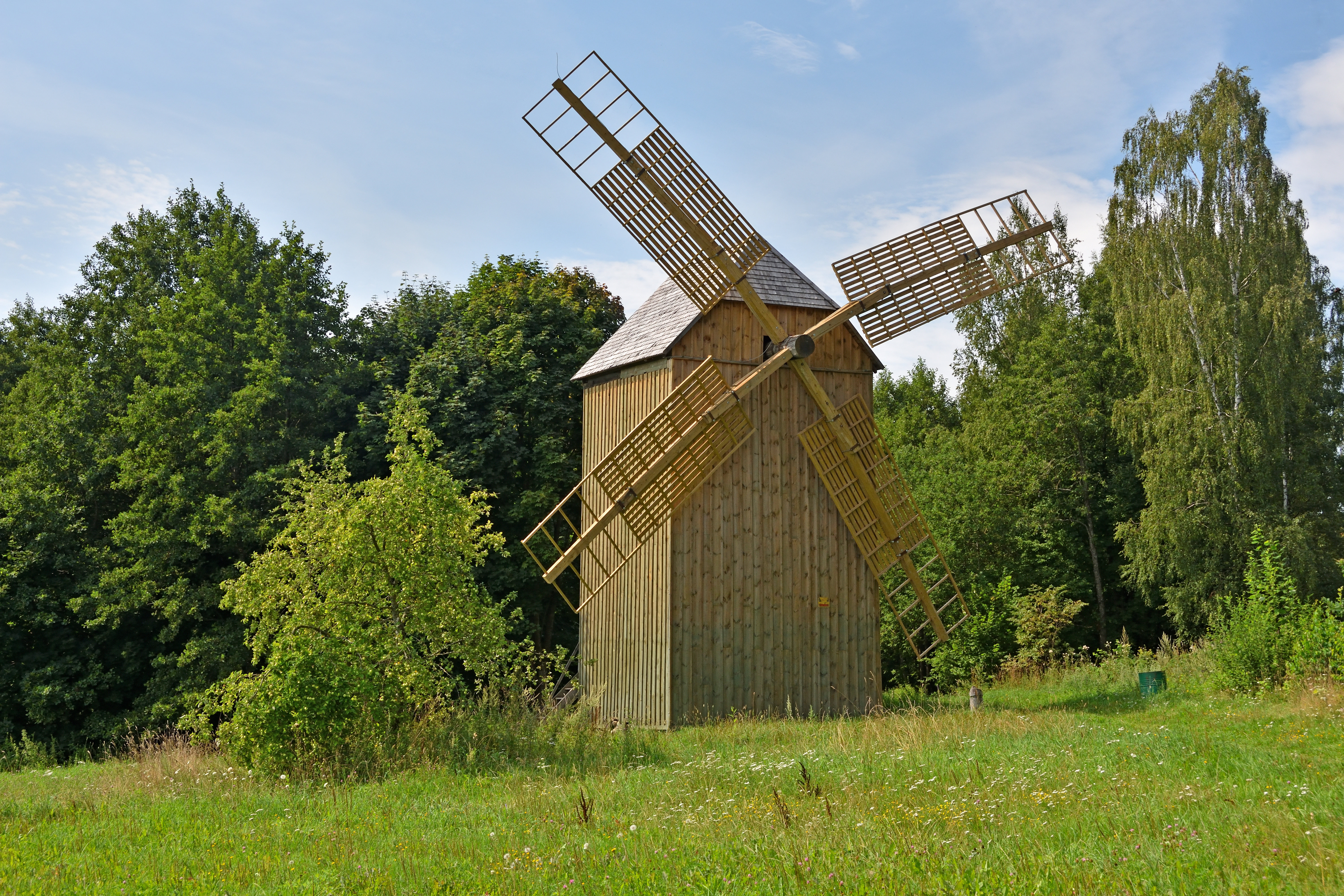
Мельница из деревни Домоткановичи

### Поднепровье
Начато создание деревни с двухсторонней застройкой экспозиционного сектора «Поднепровье». Замкнутые (веночные) дворы — крестьянские усадьбы, в которых жилые и хозяйственные постройки располагались вокруг открытого внутреннего двора. В усадьбе из д. Волево представлен промысел пчеловода и праздник в честь «медведя-батюхны», в усадьбе из д. Бракова Слобода — поднепровское шаповальство, обряд «свяча» и чауские традиционные костюмы. Перспектива улицы завершается силуэтом Спасо-Преображенской церкви, построенной знаменитыми оршанскими мастерами в 1704 г.

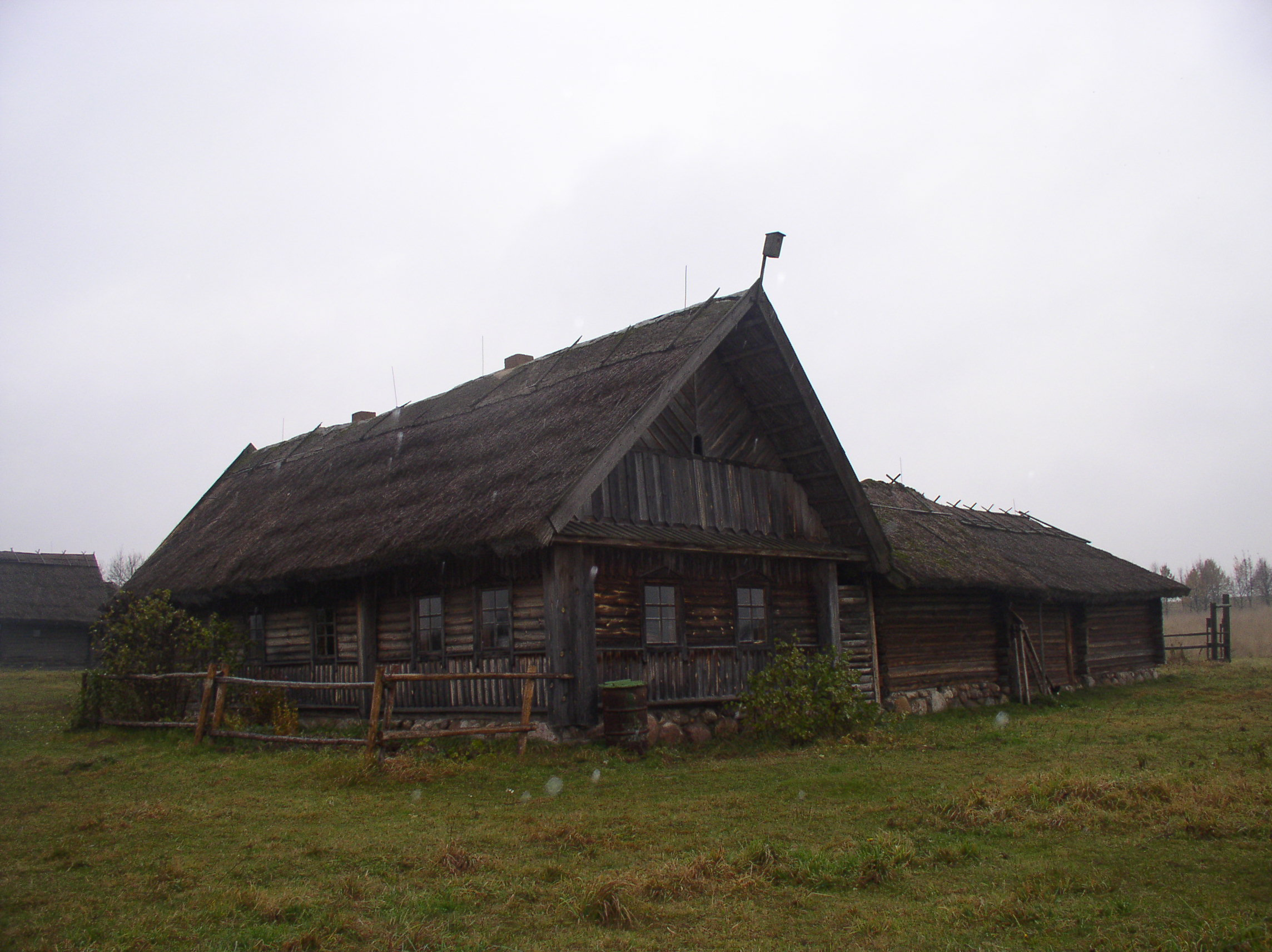
Дом с хозяйственными постройками
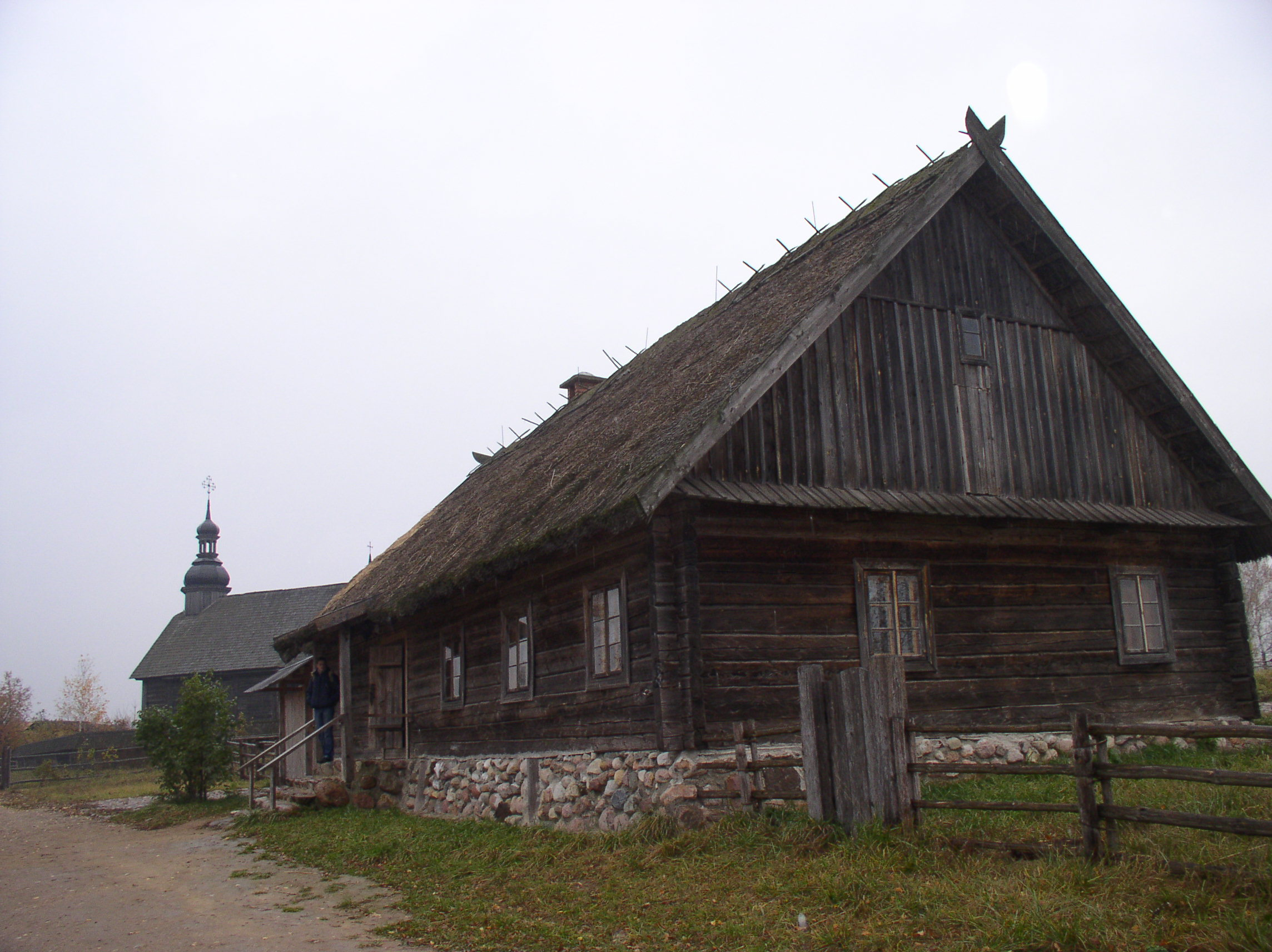
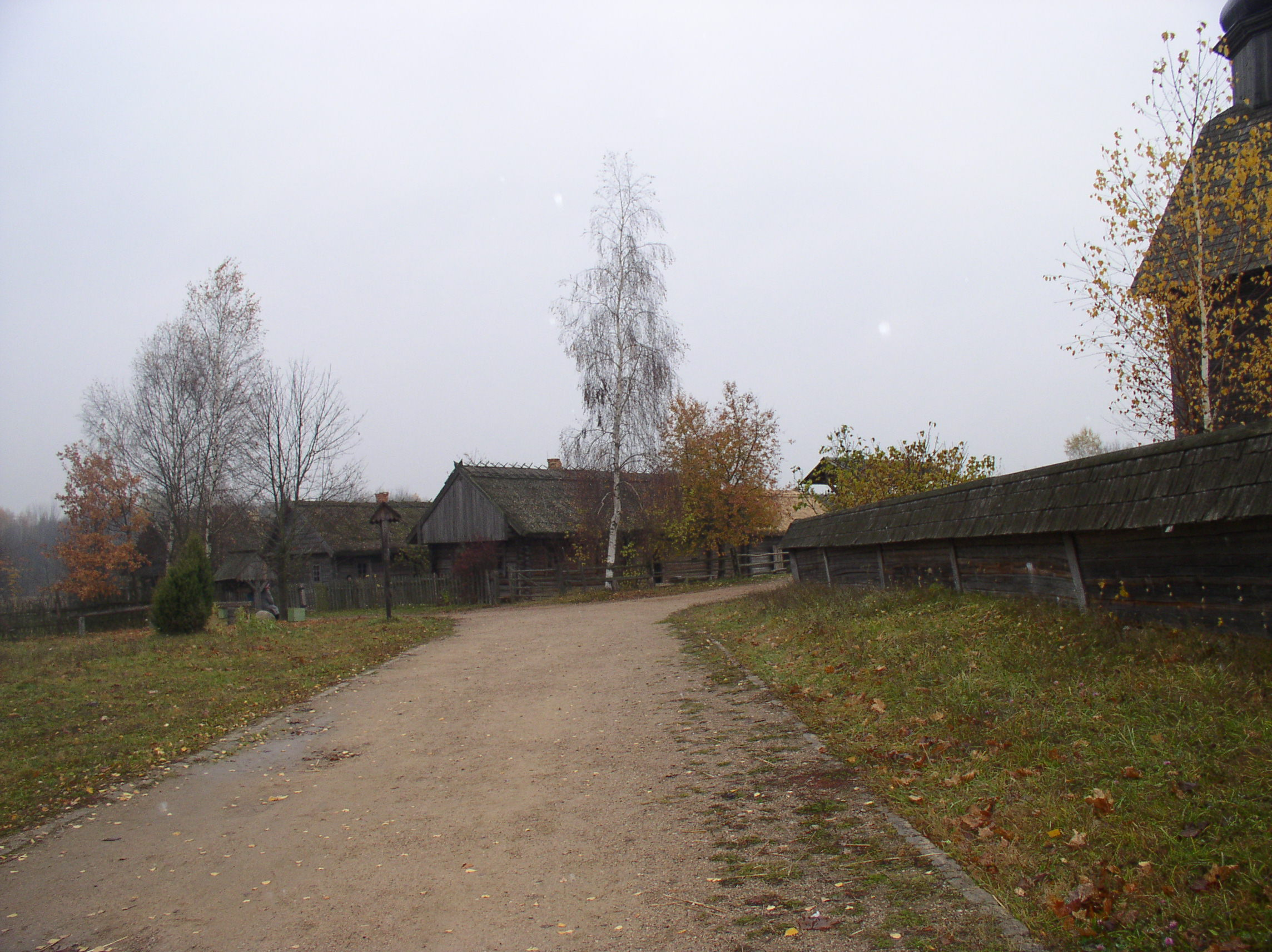
Вид на экспозицию
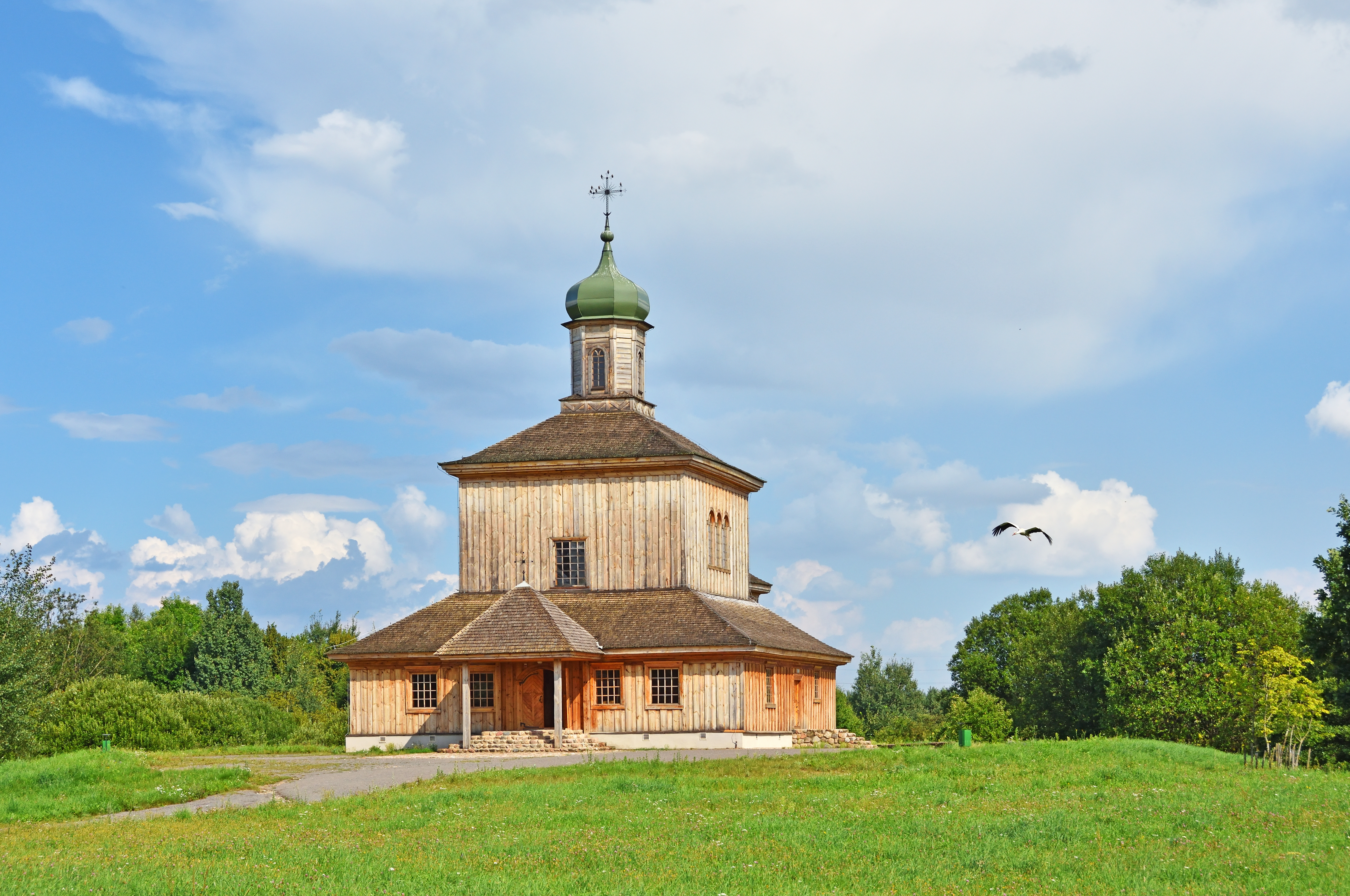
Преображенская церковь

### Поозерье
Экспозиционный сектор «Поозерье» представлен небольшой деревушкой и обособленно расположенным хутором — двумя характерными для региона типами поселений. Церковь XVIII в. по своим конструкционным особенностям относится к так называемым храмам «клецкого» типа. Памятник народной архитектуры начала XX в. — мельница — тип мельницы, который называется «пальтрак» и редко встречается в Беларуси. Особую выразительность внешнему архитектурному облику мельницы придают парные крылья, которые обеспечивают самостоятельный поворот мельницы по направлению ветра.
Работа по созданию Белорусского государственного музея народной архитектуры и быта продолжается.

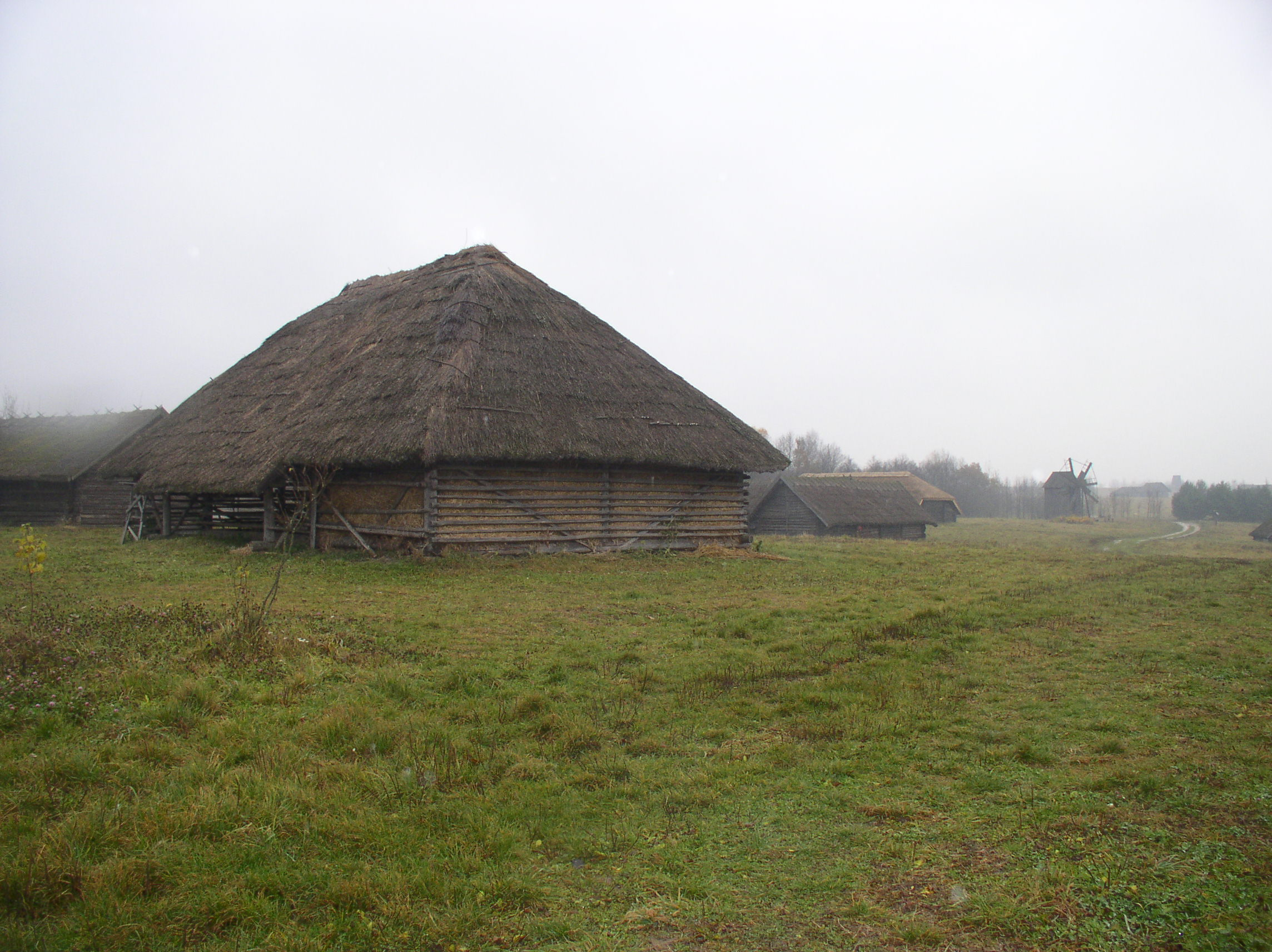
Адрина
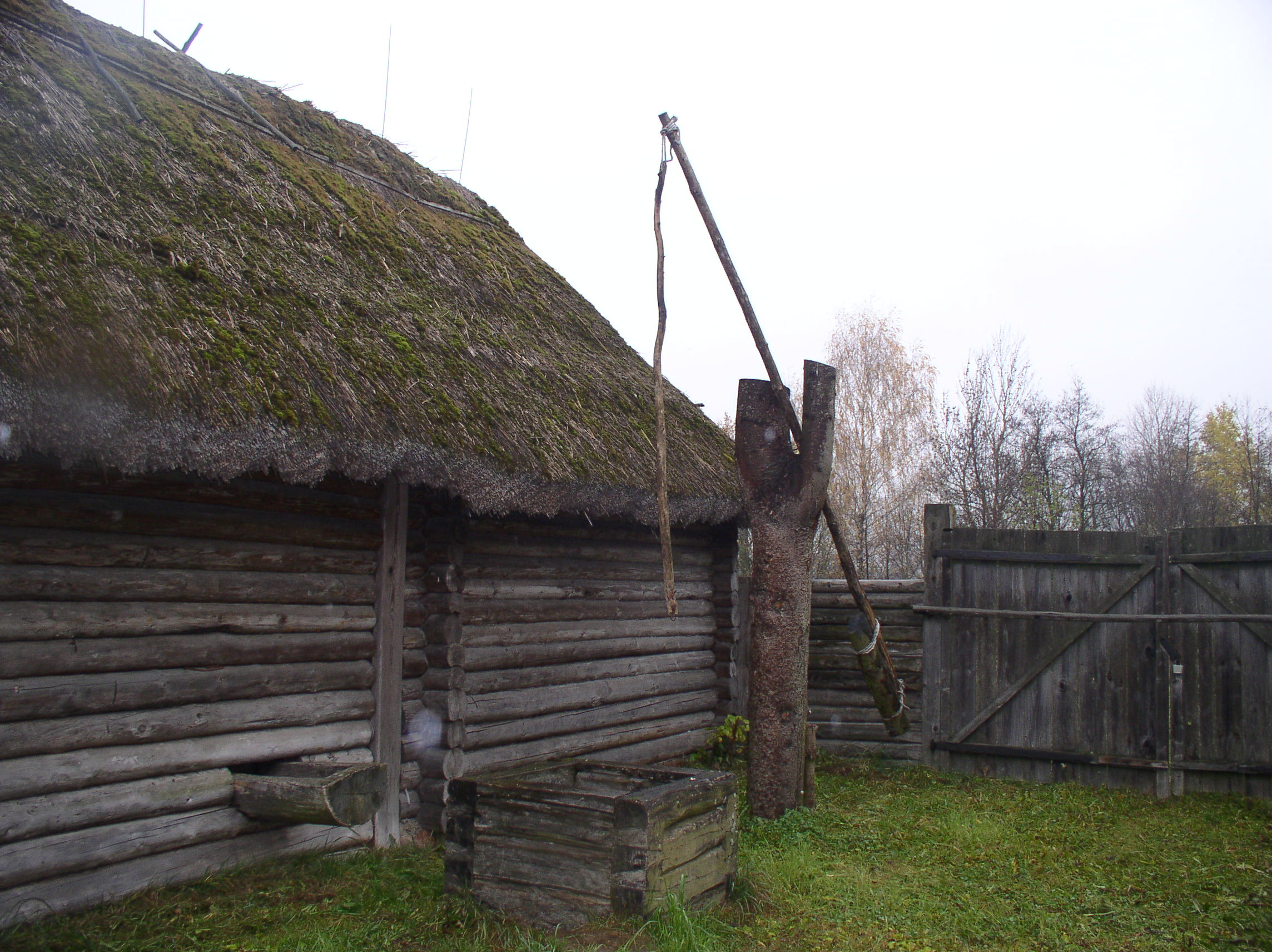
Колодец
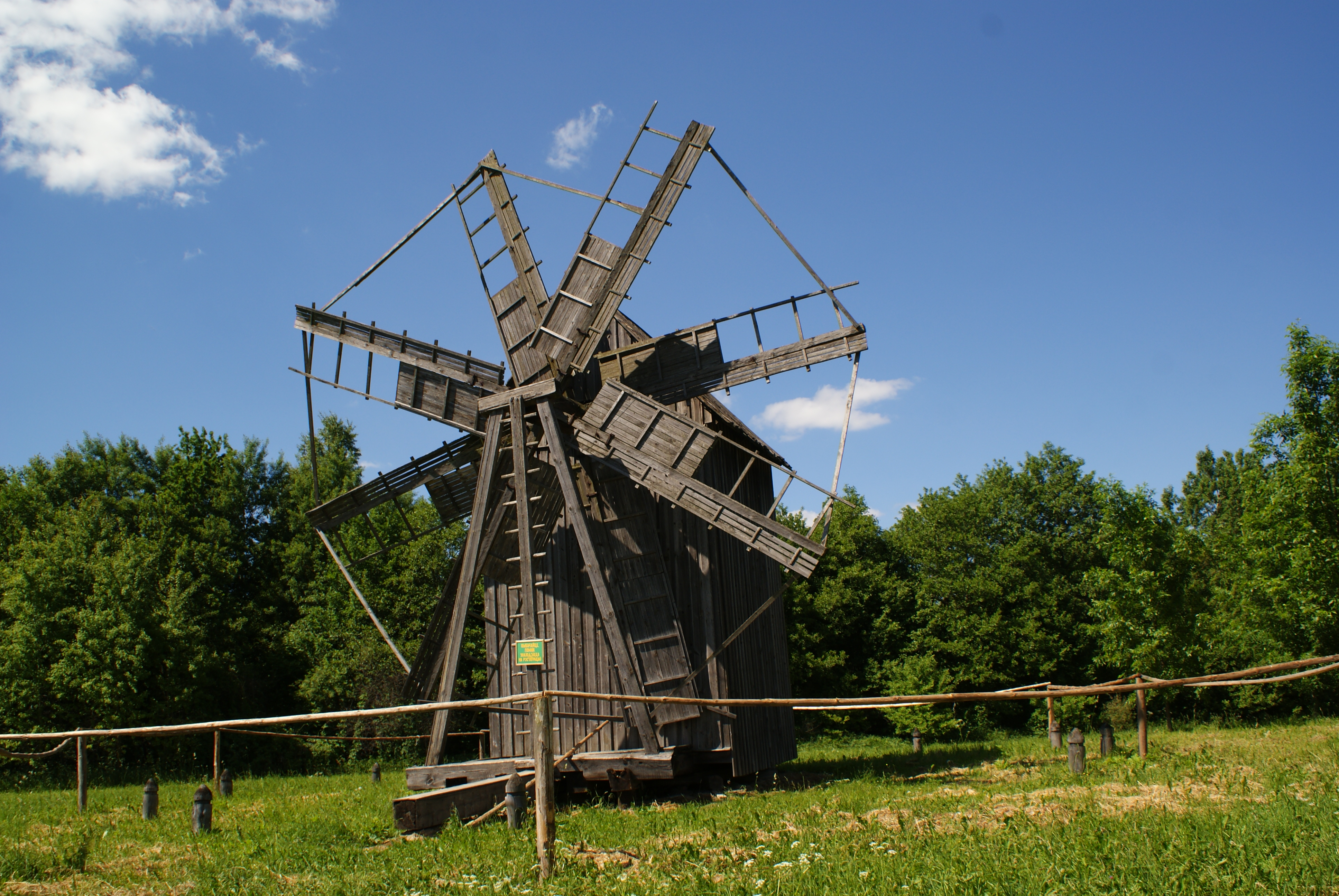
Ветряная мельница

### Выставки
На территории музея действуют выставки: «Забродские снасти», «Пчеловодство Беларуси», «Транспортные средства Беларуси», «Гонит гэблик стружку золотую», «Поднепровское шаповальство».

## Досуг
Музей является местом для отдыха. В целом территория музея — это своеобразный природный парк круглогодичного функционирования. В рекреационных зонах созданы уголки для отдыха и развлечений, оборудованные малыми архитектурными формами: скамьи, столики, качели. Здесь можно покататься на лошадях, как летом (на бричке), так и зимой (на санях), отдохнуть и отведать национальных блюд в корчме. Музейная корчма — самый старый пункт питания в стране, ей более 200 лет.
Стало традиционным проведение на территории музея праздников, мероприятий, фестивалей и обрядов («Коляды», «Масленица», «Гуканне вясны», «Купалье», «Беларускае вяселле», «Дожинки», «Дзяды», фольк-фест «Камяніца», детский фестиваль, «Эпоха рыцарства» и др.). Для посетителей проводятся как традиционные познавательные экскурсии, так и экскурсии с интерактивными элементами и живой музыкой, подвижные квесты, обучающие мастер-классы.
Рядом с музеем находится Волчковичское водохранилище, которое является популярным местом отдыха. В летний период от музейной пристани курсирует комфортабельный катер с экскурсионым обслуживанием.

## Утраты памятников в музее
В результате пожара в 2014 г. сгорела историко-культурная ценность — дом, расположенный в пер. Северный г. Минска, в мае 2015 г. в музее сгорела Адрина из д. Левановичи. В руинированном состоянии находится памятник Хутор из д. Тимошково. В крайне сложном техническом состоянии находится Церковь из д. Велец

## Награды
- Лауреат XXI Республиканского туристического конкурса «Познай Беларусь» в номинации «Материал года» — подноминация «Блог о туризме» (15 декабря 2023 года)[1].